# Manacus
Manacus är ett fågelsläkte i familjen manakiner inom ordningen tättingar. Släktet omfattar fyra arter som förekommer från Panama genom Amazonområdet till nordöstra Argentina:
- Vitkragad manakin (M. candei)
- Orangekragad manakin (M. aurantiacus)
- Gulkragad manakin (M. vitellinus)
- Munkmanakin (M. manacus)